# TOPtrendy 2013
XI Sopot TOPtrendy Festiwal odbył się w dniach od 7 do 9 czerwca 2013 w sopockiej Operze Leśnej. Organizatorem festiwalu była telewizja Polsat, która transmitowała wydarzenie na swojej antenie. Transmisja na żywo odbyła się również w internecie za pośrednictwem serwisu Ipla.
Pierwszego dnia odbyły się trzy koncerty: jubileusz 25-lecia zespołu Big Cyc, Koncert TOP oraz jubileusz 20-lecia zespołu Hey. Drugiego dnia natomiast zorganizowane zostały dwa koncerty: Największe Przeboje Roku i Konkurs Trendy. Trzeciego dnia z kolei odbyła się X Sopocka Noc Kabaretowa.

## Organizacja festiwalu
28 marca 2013 telewizja Polsat poinformowała o organizacji 11. edycji festiwalu Sopot TOPtrendy Festiwal, który zaplanowano na termin od 7 do 9 czerwca. Rzecznikiem prasowym festiwalu został Konrad Stachurski. Tego samego dnia telewizja rozpoczęła przyjmowanie zgłoszeń do Konkursu Trendy, które debiutujący artyści mogli składać do 21 kwietnia. Cztery dni później organizatorzy podali do wiadomości publicznej, iż festiwal zostanie zorganizowany w sopockiej Operze Leśnej, po 4-letniej przerwie, która była spowodowana remontem amfiteatru.
7 maja Polsat zaprezentował szczegółowy plan festiwalu, podczas którego miało się odbyć 5 koncertów. Na otwarcie trzydniowego wydarzenia zaplanowano koncert z okazji 25. jubileuszu zespołu Big Cyc. Następnie miał się odbyć Koncert TOP, gdzie do występu na scenie w Operze Leśnej zostali zaproszeni artyści z największą liczbą sprzedanych płyt w roku poprzednim (Ania Dąbrowska, Andrzej Piaseczny, Seweryn Krajewski, Coma, Hey, Kamil Bednarek, Maria Peszek, Artur Andrus, Donatan i Kazik na Żywo). Z kolei jako ostatni pierwszego dnia miał zostać zagrany koncert z okazji 20-lecia istnienia zespołu Hey. Na drugi dzień imprezy, po raz pierwszy w historii festiwalu, zaplanowano organizację koncertu Największe Przeboje Roku. Do występu w sopockim amfiteatrze zostali zaproszeni wykonawcy, których piosenki w ostatnim roku były najczęściej odtwarzanymi w polskich rozgłośniach radiowych (Enej, LemON, Ewelina Lisowska, Loka, Jula, Liber i Natalia Szroeder, Łukasz Zagrobelny, Pectus, Rafał Brzozowski, Ania Wyszkoni, Sylwia Grzeszczak oraz Margaret). W drugim dniu wydarzenia zaplanowano również Konkurs Trendy, do udziału w którym telewizja Polsat zebrała 358 zgłoszeń, jednak nazwiska finalistów organizatorzy postanowili podać w późniejszym terminie. Na ostatni dzień festiwalu ustalono organizację Sopockiej Nocy Kabaretowej, która miała się odbyć po raz 10, a do udziału w niej zaproszono najpopularniejszych polskich satyryków i kabarety (m.in. Ani Mru-Mru, Marcin Daniec, Cezary Pazura, Artur Andrus, Grupa MoCarta, Jerzy Kryszak, Paranienormalni, Łowcy.B, Olaf Lubaszenko, Andrzej Grabowski, Rafał Rutkowski, Kabaret Moralnego Niepokoju, Magdalena Stużyńska, Kabaret Nowaki i Kabaret Smile). Z kolei prowadzącymi festiwal zostali: Agnieszka Popielewicz, Maciej Rock, Paulina Sykut-Jeżyna, Dariusz Maciborek, Maciej Dowbor, Igor Kwiatkowski, Robert Motyka i Artur Andrus.
26 maja organizatorzy podali listę artystów zakwalifikowanych do udziału w Konkursie Trendy, których wytypowali dziennikarze muzyczni i przedstawiciele telewizji Polsat: Paweł Sztompke (Polskie Radio Program I), Piotr Baron (Polskie Radio Program III), Dariusz Maciborek (RMF FM), Rafał Olejniczak (Radio Zet), Jarosław Barwiak (Radio Złote Przeboje), Marcin Sobesto (Radio PiN), Bogusław Potoniec (Radio Eska), Przemysław Grabowski (RMF Maxxx) oraz Nina Terentiew (Polsat) i Marcin Perzyna (dyrektor Sopot TOPtrendy Festiwal). Na liście finalistów znalazło się dziesięciu wykonawców: Holly Blue, Kreuzberg, Dr Misio, Sebastian Riedel z zespołem Cree, Andrzej Bachleda, FairyTaleShow, Natalia „Natu” Przybysz, Red Lips, Pączki w Tłuszczu oraz Uniqplan.

## Dzień pierwszy

### Jubileusz 25-lecia zespołu Big Cyc
Według programu „Sopot TOPtrendy Festiwal 2013” koncert z okazji jubileuszu 25-lecia zespołu Big Cyc został zaplanowany na piątek 7 czerwca na godzinę 20:00. W Operze Leśnej grupa zaprezentowała swoje przeboje. Na scenie wraz z zespołem pojawili się także zaproszeni przez nich specjalnie na tę okazję goście tacy jak Krzysztof Ibisz, Jerzy Połomski, Elżbieta Romanowska, Patrycja Pająk, Karolina Szostak czy Szymon Majewski. Podczas koncertu Big Cyc otrzymał nagrodę Złotego biustonosza.

#### Utwory wykonane podczas koncertu
Opracowano na podstawie materiałów źródłowych.
- „Makumba”
- „Berlin Zachodni”
- „Rudy się żeni”
- „Słoiki”
- „Każdy facet to świnia” (i Elżbieta Romanowska)
- „Dres”
- „Bo z dziewczynami” (i Jerzy Połomski)
- „Świat według Kiepskich”

### Koncert TOP

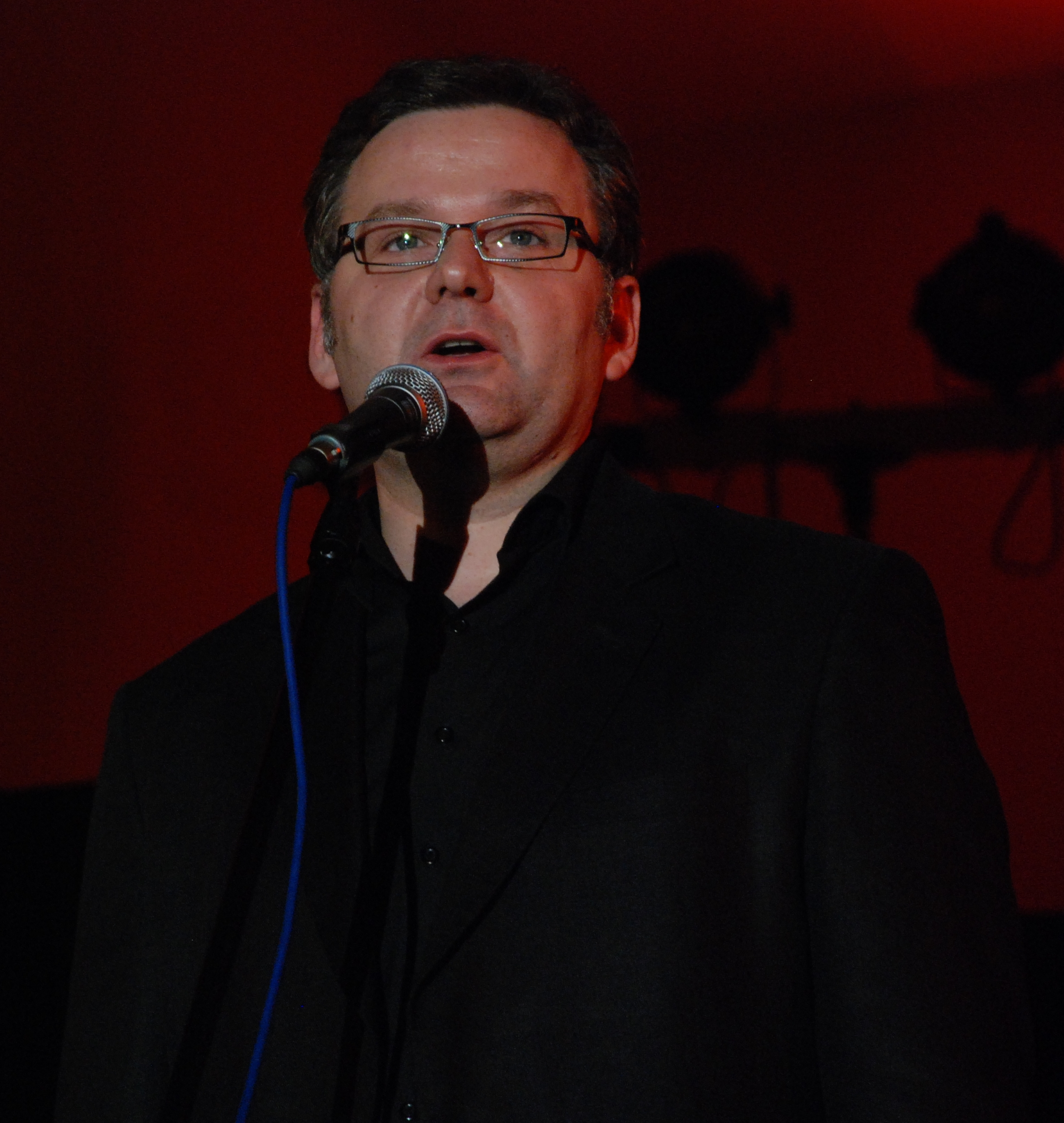
Artur Andrus – zwycięzca Koncertu TOP

Koncert TOP według programu „Sopot TOPtrendy Festiwal 2013” został wyznaczony na godzinę 21:00. Wystąpiło w nim dziesięciu artystów z największą liczbą sprzedanych płyt w poprzedzającym roku w Polsce. Pierwsze miejsce zajął Artur Andrus z albumem Myśliwiecka. Koncert poprowadzili Agnieszka Popielewicz i Maciej Rock.

#### Klasyfikacja TOP 10
| Miejsce | Wykonawca                             | Album                                  |
| ------- | ------------------------------------- | -------------------------------------- |
| 1       | Artur Andrus                          | Myśliwiecka                            |
| 2       | Andrzej Piaseczny                     | To co dobre                            |
| 3       | Kamil Bednarek                        | Jestem...                              |
| 4       | Maria Peszek                          | Jezus Maria Peszek                     |
| 5       | Kazik na Żywo                         | Bar La Curva / Plamy na słońcu         |
| 6       | Andrzej Piaseczny i Seweryn Krajewski | Zimowe piosenki                        |
| 7       | Donatan                               | Równonoc. Słowiańska dusza             |
| 8       | Ania Dąbrowska                        | Bawię się świetnie                     |
| 9       | Coma                                  | Czerwony album                         |
| 10      | Hey                                   | Do rycerzy, do szlachty, doo mieszczan |

#### Utwory wykonane podczas koncertu
Opracowano na podstawie materiałów źródłowych.
- Hey – „Co tam?”
- Coma – „Los, cebula i krokodyle łzy”
- Ania Dąbrowska – „Jeszcze ten jeden raz” i „Charlie, Charlie”
- Donatan – „Nie lubimy robić” (wykonany przez Cleo) i „Budź się” (wykonany przez donGURALesko)
- Andrzej Piaseczny – „Pastorałka największych przyjaciół”, „To co dobre, to co lepsze” i „Śniadanie do łóżka”
- Kazik na Żywo – „Artyści”
- Maria Peszek – „Ludzie psy”, „Sorry Polsko” i „Pan nie jest moim pasterzem”
- Kamil Bednarek – „Jestem... (sobą)” (i Staff) i „Dni, których jeszcze nie znamy”
- Artur Andrus – „Piłem w Spale, spałem w Pile” i „Królowa nadbałtyckich raf”

### Jubileusz 20-lecia zespołu Hey
Kolejnym punktem programu „Sopot TOPtrendy Festiwal 2013” był koncert z okazji jubileuszu 20-lecia zespołu Hey, wyznaczony na godzinę 0:00. Grupa wykonała swoje największe przeboje, a wraz z nimi wystąpili zaproszeni przez nich goście: Czesław Mozil, Ania Dąbrowska, Artur Rojek i Andrzej Smolik. Podczas koncertu zespół otrzymał nagrodę specjalną od miasta Sopot oraz statuetkę za całokształt twórczości od radia RMF FM.

#### Utwory wykonane podczas koncertu
Opracowano na podstawie materiałów źródłowych.
- „Teksański”
- „List”
- „Kto tam, kto jest w środku?” (i Czesław Mozil)
- „Do rycerzy”
- „Mru Mru” (i Ania Dąbrowska)
- „Ja sowa”
- „Muka” (i Artur Rojek)
- „Sic!”
- „Mimo wszystko” (i Andrzej Smolik)
- „Moja i twoja nadzieja”

## Dzień drugi

### Największe Przeboje Roku

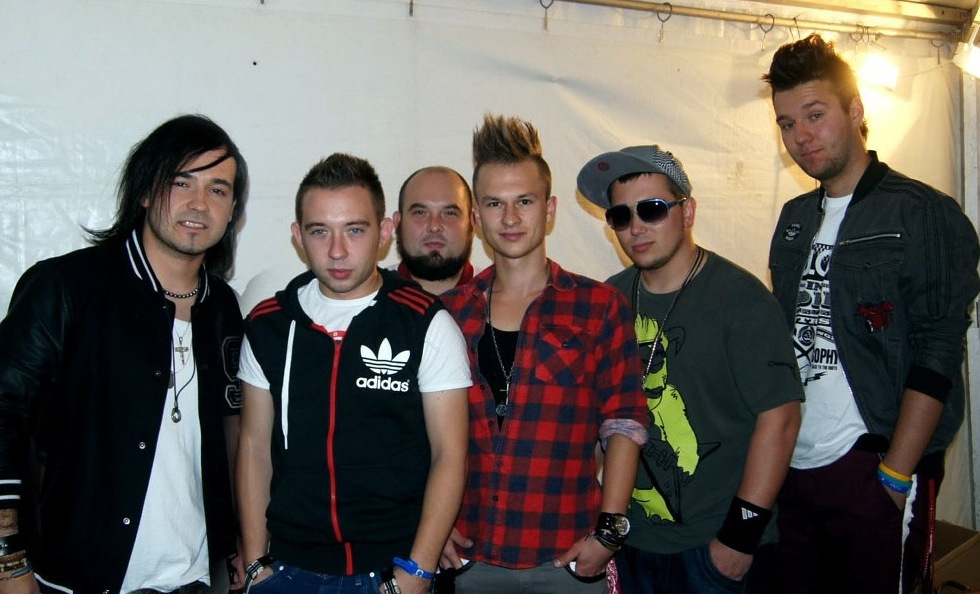
Enej – zwycięzcy koncertu Największe Przeboje Roku

Zgodnie z programem „Sopot TOPtrendy Festiwal 2013” w sobotę 8 czerwca o godzinie 20:00 rozpoczynał się koncert Największe Przeboje Roku. Na scenie w sopockim amfiteatrze wystąpiło dwunastu artystów, którzy wykonali piosenki najczęściej odtwarzane przez stacje radiowe w ostatnim roku. Zwycięski utwór wybierali widzowie w głosowaniu sms-owym, którym ostatecznie została kompozycja „Tak smakuje życie” zespołu Enej. Koncert poprowadzili Paulina Sykut-Jeżyna i Dariusz Maciborek. W specjalnym występie pojawili się ponadto laureaci V edycji programu Must Be the Music. Tylko muzyka, duet Piotr Szumlas i Jakub Zaborski, którzy wykonali piosenkę „I'll Be There for You” z repertuaru zespołu The Rembrandts.

#### Uczestnicy
| L.p. | Wykonawca                | Utwór                   |
| ---- | ------------------------ | ----------------------- |
| 1    | Ewelina Lisowska         | „W stronę słońca”       |
| 2    | Rafał Brzozowski         | „Tak blisko”            |
| 3    | Ania Wyszkoni            | „W całość ułożysz mnie” |
| 4    | LemON                    | „Napraw”                |
| 5    | Sylwia Grzeszczak        | „Flirt”                 |
| 6    | Enej                     | „Tak smakuje życie”     |
| 7    | Margaret                 | „Thank You Very Much”   |
| 8    | Łukasz Zagrobelny        | „U mnie maj”            |
| 9    | Natalia Szroeder i Liber | „Wszystkiego na raz”    |
| 10   | Pectus                   | „Barcelona”             |
| 11   | Loka                     | „Prawdziwe powietrze”   |
| 12   | Jula                     | „Nie zatrzymasz mnie”   |

### Konkurs Trendy
O godzinie 22:00 rozpoczął się Konkurs Trendy, w którym dziesięcioro debiutujących wykonawców rywalizowało o tytuł „Artysty Trendy” i kampanię promocyjną w telewizji Polsat. Uczestników do rywalizacji wytypowali wcześniej dziennikarze muzyczni i telewizja Polsat. Zwycięzcą został Sebastian Riedel z zespołem Cree, których wybrali widzowie w głosowaniu sms-owym. Laureaci ponadto otrzymali nagrodę specjalną słuchaczy radia RMF Maxxx w postaci kampanii promocyjnej na antenie tego radia o wartości 100 tysięcy złotych. Nagrodzeni zostali również: Dr Misio (Nagroda dziennikarzy), FairyTaleShow (Nagroda internautów) oraz Natalia „Natu” Przybysz (Nagroda jury, gwarantująca kampanię promocyjną na antenie radia RMF FM o wartości 100 tysięcy złotych). Koncert poprowadzili Paulina Sykut-Jeżyna i Maciej Dowbor oraz Igor Kwiatkowski i Robert Motyka z kabaretu Paranienormalni. W specjalnych występach zaprezentowały się: Ewa Farna, wykonując premierowo swój singel „Znak” oraz Honorata „Honey” Skarbek, która zaśpiewała piosenkę „Nie powiem jak”.

#### Uczestnicy
| L.p. | Wykonawca               | Utwór                  |
| ---- | ----------------------- | ---------------------- |
| 1    | Andrzej Bachleda        | „Balanga”              |
| 2    | Kreuzberg               | „Niecierpliwa”         |
| 3    | Sebastian Riedel & Cree | „Jestem tu dla Ciebie” |
| 4    | Pączki w Tłuszczu       | „Tylko bądź”           |
| 5    | Natalia „Natu” Przybysz | „Niebieski”            |
| 6    | Uniqplan                | „This Makes Sense”     |
| 7    | FairyTaleShow           | „Was She Gonna”        |
| 8    | Holly Blue              | „Lemon”                |
| 9    | Red Lips                | „To co nam było”       |
| 10   | Dr Misio                | „Mentolowe papierosy”  |

## Dzień trzeci

### X Sopocka Noc Kabaretowa
W niedzielę 9 czerwca o godzinie 20:00 rozpoczęła się X Sopocka Noc Kabaretowa, w której wystąpili najpopularniejsi polscy satyrycy i kabarety, a całość poprowadził Artur Andrus. Na scenie wystąpili: Ani Mru-Mru, Cezary Pazura, Paranienormalni, Łowcy.B, Grupa MoCarta, Ireneusz Krosny, Kabaret Młodych Panów, Kabaret Smile, Kabaret Nowaki, Rafał Rutkowski, Olaf Lubaszenko, Jerzy Kryszak, Marcin Daniec, Krzysztof Respondek, Kabaret Moralnego Niepokoju, Magdalena Stużyńska, Mikołaj Cieślak, Arkadiusz Janiczek, Michał Piela, Andrzej Grabowski, Kabaret Chyba oraz Łukasz Jakóbiak.

## Oddźwięk festiwalu w mediach
Sopot TOPtrendy Festiwal był uważany za jeden z najważniejszych i najpopularniejszych festiwali w Polsce. Jego 11. edycja spotkała się z pozytywnym odbiorem w mediach, gdzie chwalono m.in. artystów występujących podczas wydarzenia, określanych przez niektóre portale „największymi gwiazdami na polskiej scenie muzycznej”.
Po festiwalu krytykowani byli m.in. Kazik Staszewski (wokalista grupy Kazik na Żywo), który po wystąpieniu nie odebrał statuetki za 5. miejsce zajęte przez jego zespół w Koncercie TOP oraz występ donGURALesko i Donatana, również w Koncercie TOP, podczas którego ten pierwszy wykonał piosenkę zawierającą w tekście dużą ilość przekleństw, a na koniec prezentacji wypowiedział słowa: „palić, sadzić, zalegalizować”. Jeden z portali skrytykował także telewizję Polsat za to, że jubileusz zespołu Hey odbył się w zbyt późnym czasie antenowym, niedogodnym dla telewidzów.
Główną uwagę mediów i internautów wzbudził jednak występ grupy Pączki w Tłuszczu w Konkursie Trendy. Wokaliście grupy – Tomaszowi Karolakowi zarzucono, że podczas wykonywania piosenki „Tylko bądź” wydobywał z siebie nieczyste dźwięki (pot. „fałszował”), a jego występ jeden z portali określił mianem „kompromitacji”.
Uwagę mediów zwrócił także występ Margaret podczas koncertu Największe Przeboje Roku. Artystka pojawiła się na scenie wraz ze skąpo ubranymi tancerzami, których stroje przypominały wyglądem jakby były wykonane z liści.
11. edycja Sopot TOPtrendy Festiwal została ponadto skrytykowana przez Kubę Wojewódzkiego w jednym z wydań tygodnika Polityka, który określił ją jako „połączenie festiwalu w Jarocinie z festynem, grillem, telezakupami i dożynkami”. W swoim felietonie skrytykował również jednego z prowadzących festiwal – Macieja Rocka oraz Olafa Lubaszenkę, występującego podczas Sopockiej Nocy Kabaretowej.

## Oglądalność
Pierwszy dzień festiwalu oglądało średnio 1 561 055 widzów, drugi dzień osiągnął oglądalność na poziomie 2 118 863 osób, a z kolei ostatni dzień festiwalu śledziło około 3 210 232 ludzi. Średnia oglądalność całego festiwalu wynosiła natomiast 2 304 427. Telewizja Polsat podczas transmitowania imprezy była liderem rynku wśród konkurencyjnych stacji. Festiwal zgromadził jednak około 412 tysięcy widzów mniej niż rok wcześniej.
| Dzień festiwalu           | Oglądalność | Udziały w rynku |
| ------------------------- | ----------- | --------------- |
| Pierwszy (7 czerwca 2013) | 1 561 055   | 14,52%          |
| Drugi (8 czerwca 2013)    | 2 118 863   | 19,91%          |
| Trzeci (9 czerwca 2013)   | 3 210 232   | 29,11%          |
| Średnia oglądalność       | 2 304 427   | 21,32%          |